# 感覚と感覚されるものについて
『感覚と感覚されるものについて』（かんかくとかんかくされるものについて、希: Περὶ αἰσθήσεως καὶ αἰσθητῶν、羅: De sensu et sensibilibus、英: On Sense and Sensibilia）とは、アリストテレス名義の自然学短篇著作の1つであり、『自然学小論集』を構成する7篇の内の1つ。

## 構成
全7章から成る。
- 第1章 - 本篇の問題。身体と霊魂に共通に属する動物固有の能力としての感覚。五感。
- 第2章 - 身体構成元素 --- 五元素説と四元素説
- 第3章 - 感覚の対象とその本質
- 第4章 - 臭いと味
- 第5章 - 臭い
- 第6章 - 疑問 --- 1.感覚物は無限に分割されるか、2.感覚物の刺激を感覚器官にまで媒介するもの
- 第7章 - 3.複数の刺激を同時に感覚し得るか、結語。

## 日本語訳
- 『アリストテレス全集6』 岩波書店、1968年